# Sasomange
Sa so Mange (u popularnoj kulturi Saso Mange ili Sasomange) je romski izraz koji znači mnoštvo različitosti ili mnoštvo opcija i mogućnosti u pozitivnom smislu.
Kada neko kaže "sa so mange" želi da vam poruči da kod njega možete da pronađete "sve što možete da zamislite", "sve što hoćete", "sve i svašta", "mnogo svega", "trista čuda", "trista svašta"... Ukratko, "kad kažem sa so mange, kažem ima sve!"
Izraz je u narod ušao preko legende o Saso Mangeu, čoveku koji je vazda kupovao sve što nikome nije trebalo. No, vremena su se promenila i ono što nekad nije trebalo nikome, najednom je postalo potrebno svima. Njegova roba je postala popularna, a on poznat po tome što može da nabavi - sve.
Fraza se potom odomaćila na pijacama i buvljacima gde su je prodavci koristili za opis najvećeg među njima: onog ko ima sve što može da se poželi.
Sa gradskih pijaca izraz je došao do TV ekrana i ušao u pop kulturu preko kultnog serijala Top lista nadrealista. Verovatno najsmešniji likovi u celom serijalu, Džasmin i Hamuš, započinju razne poslove koji uglavnom cvetaju jer imaju “sa so mange”. Čuvena je scena na pijaci, u kojoj Džasmin objašnjava TV ekipi šta sve ima za prodaju: od originalnog grčkog Marlbora i “pis” znakova za mirno rešenje sukoba, pa sve do, takođe originalnih, Maksvel kaseta za snimanje na obe strane i “pi pi” alarma koji mu je prirastao za srce. Džasmin na tezgi ima sa so mange, tj. ima sve.